# Von Buxhoeveden
von Buxhoeveden är en balttysk uradelsätt som härstammar från Bexhövede i närheten av Bremerhaven i Niedersachsen. Stavningen Buxhöwden förekommer också. Den Niedersachsiska grenen är utdöd, medan en tysk-baltiska gren fortlever. Vapenlikhet med ätten von der Ropp.

## Historik
Känd företrädare för släkten är biskopen Albert, som 1201 lät grundlägga Riga, och hans bror Hermann av Dorpat, som var den förste biskopen av Dorpat. Dessa samarbetade militärt med den av Albert grundade korsridarorden Svärdsriddarorden, och i samverkan med den danske kungen Valdemar Sejr erövrade de under 1200-talets första decennier större delen av Estland. Såväl Hermann von Buxhoeveden (död omkring 1285) och Reinhold von Buxhoeveden (död 1557) var furstebiskopar av Ösel-Wiek med residens på borgen Lode, som numera kallas Koluvere. År 1797 gav tsar Paul I slottet  Lode till greven och fältherren Fredrik Vilhelm von Buxhoevden vars ättlingar ägde det fram till 1919.
Friherrinnan Helena von Buxhoeveden var gift med lantmarskalken Charles Freytag von Loringhoven, och deras dotter baronessan Marie Selma Freytag von Loringhoven (född 1852) var gift 1889 med Leonid Pistolekors (född 1825).

## Personer med efternamnet von Buxhoeveden
- Alexander Peter Eduard von Buxhoeveden
- Fredrik Vilhelm von Buxhoevden
- Sophie von Buxhoeveden
- Tanya von Buxhoeveden

## Fotogalleri

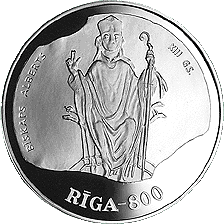
Albert av Riga, avbildat på lettiskt mynt
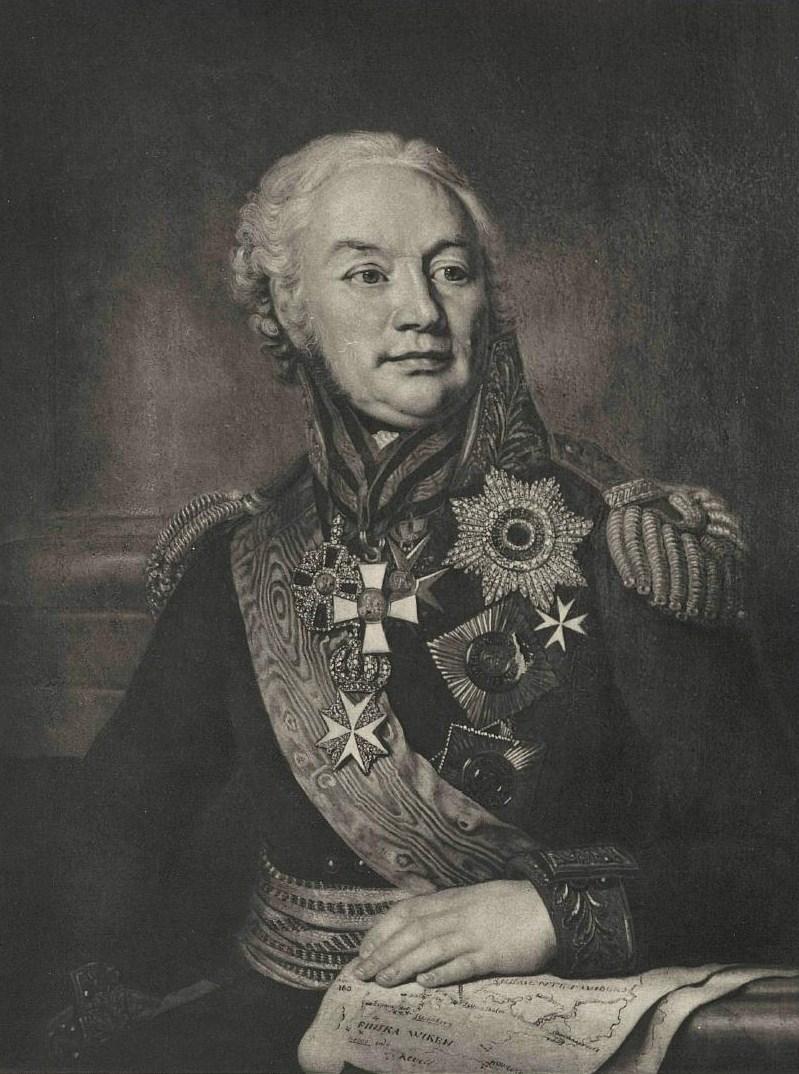
Fredrik Vilhelm von Buxhoevden
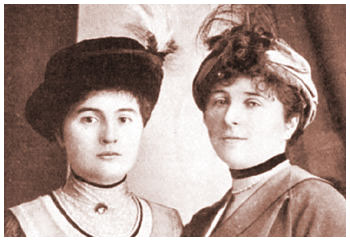
Sophie Buxhoeveden (till höger) med grevinnan Anastasia Hendrikova